# Pimmalione
Pimmalione è un'opera in un atto di Luigi Cherubini su libretto di Stefano Vestris, basato sulla versione italiana di Simeone Antonio Sografi del Pygmalion di Jean-Jacques Rousseau. La prima rappresentazione ebbe luogo al teatro delle Tuileries di Parigi il 30 novembre 1809.
L'opera era stata commissionata dall'imperatore Napoleone, per sfoggiare il talento di due tra i suoi cantanti preferiti, il celebre castrato Girolamo Crescentini e il contralto Giuseppina Grassini (che era stata sua amante). La prima rappresentazione dell'opera ebbe luogo alla presenza dell'imperatore, il quale, avendola molto gradita, volle anche presenziare alle successive rappresentazioni. Come prova della sua soddisfazione, egli ricompensò generosamente Cherubini e gli offrì anche una commissione per un'altra opera.

## Interpreti della prima rappresentazione
| Personaggio | Tipologia vocale | Interprete            |
| ----------- | ---------------- | --------------------- |
| Pimmalione  | soprano castrato | Girolamo Crescentini  |
| Galatea     | soprano          | Louise Augustine Hymm |
| Venere      | contralto        | Giuseppina Grassini   |
| Amore       | voce bianca      | Carlo Vestris         |

## Trama
L'opera si basa sulla leggenda dello scultore Pigmalione, che si innamora di un proprio lavoro, la statua di Galatea. Egli scongiura gli dei Venere e Amore di liberarlo dalla propria passione.  Mentre dorme, la statua prende vita, danza e si innamora di Pigmalione. Pigmalione e Galatea celebrano il loro matrimonio nel palazzo di Venere.

## Discografia

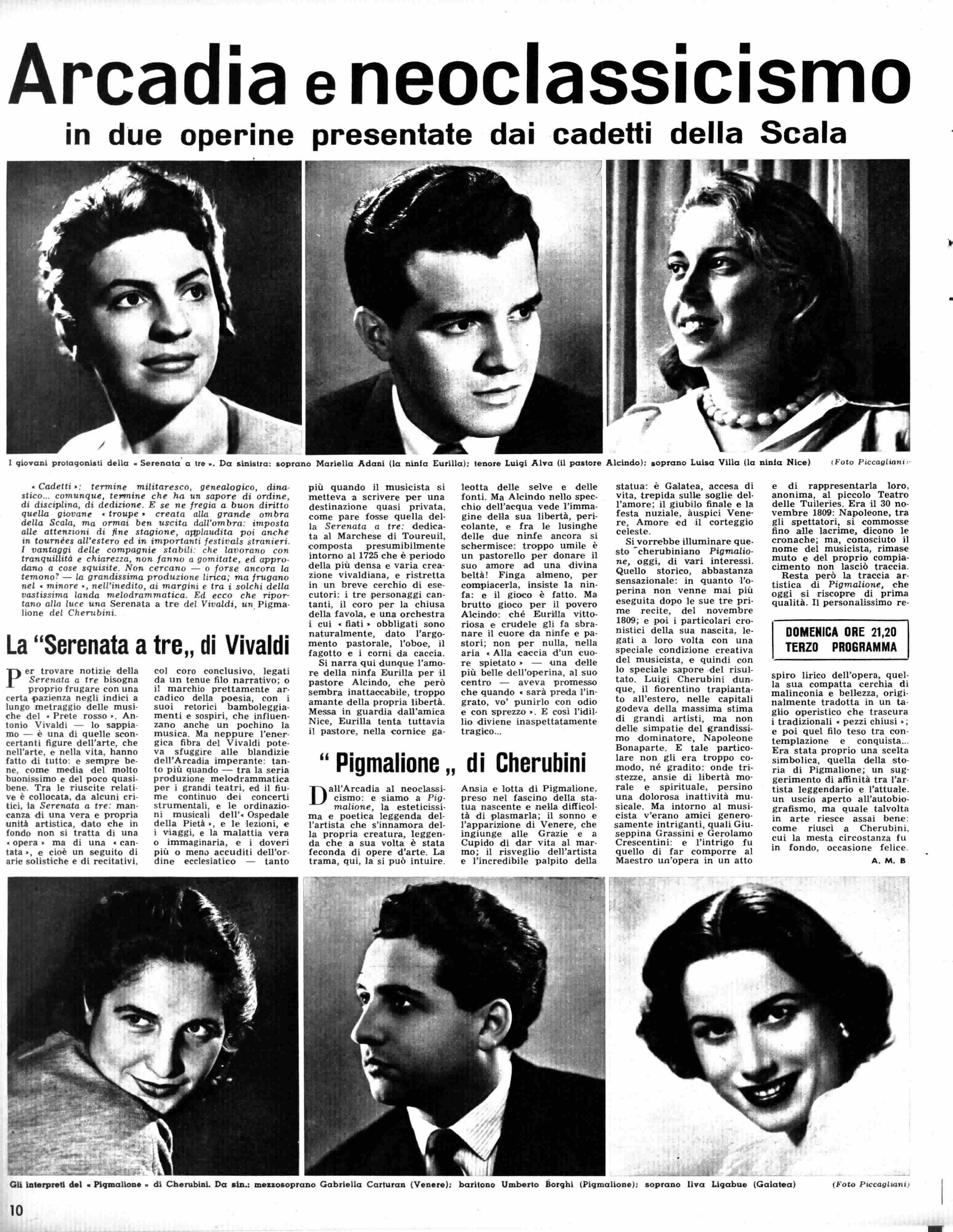
Pagina tratta dalle teche RaI: pag.10 (foto Piccagliani, articolo firmato A.M.B) del RadiocorriereTV n.10 del 1955

- 1955 - Umberto Borghi (Pimmalione), Ilva Ligabue (Galatea), Gabriella Carturan (Venere), Mariella Adani (Amore) - Direttore: Ennio Gerelli - Orchestra e Coro della RAI di Milano - Registrazione di una trasmissione radiofonica del 19 giugno 1955 - LP: Mauro R. Fuguette «Cherubini Series» MRF/C-03 (con Il crescendo); Melodram MEL 153 (con Elisa e L'hôtellerie portugaise) (1981)[8]